# Gillock Glacier
Gillock Glacier är en glaciär i Antarktis. Den ligger i Östantarktis. Norge gör anspråk på området. Gillock Glacier ligger 1 451 meter över havet.
Terrängen runt Gillock Glacier är varierad.  Trakten är obefolkad. Det finns inga samhällen i närheten. 